# Sagariphora
Sagariphora là một chi bướm đêm thuộc họ Crambidae.

## Các loài
- Sagariphora heliochlaena Meyrick, 1894[1]